# 삼성 갤럭시 노트 10.1 2014 에디션
삼성 갤럭시 노트 10.1 2014 에디션(Samsung GALAXY Note 10.1 2014 Edition)는 삼성전자에서 제조/판매하는 안드로이드 태블릿 컴퓨터로, 갤럭시 노트 10.1의 후속 제품이다.
2013년 9월 4일 독일 베를린에서 열린 베를린 국제가전박람회 2013 (IFA 2013) 행사장에서 개최된 삼성 언팩 2013 에피소드 2에서 발표되어, 와이파이 모델은 2013년 10월 10일, LTE 모델은 10월 19일, 3G 모델은 10월 22일에 출시하였다.

## 연혁
- 2013년 9월 4일 : 독일 베를린 국제가전박람회 (IFA) 2013 행사장에서 열린 삼성 언팩 2013 에피소드 2에서 공개[4][5]
- 2013년 9월 6일 : 국제 가전 박람회 2013에서 제품 전시
- 2013년 10월 10일 : P600 모델 출시[6]
- 2013년 10월 19일 : P605 모델 출시[7]
- 2013년 10월 22일 : P601 모델 출시[8]

## 외형
뒷면은 가죽의 질감을 흉내낸 플라스틱에 스티치 디자인을 적용하였다.

## 색상
- 제트 블랙
- 클래식 화이트

## S 펜
전작보다 개선된 S 펜은 펜으로 더 다양한 작업을 할 수 있게하며, 펜촉은 교환할 수 있다.

## 운영 체제/소프트웨어

### 안드로이드 4.3 젤리빈
안드로이드 OS 4.3 젤리빈을 탑재하여 출시했다.

#### 특수 기능
- 에어 커멘드 : S펜을 뽑거나 S펜 버튼을 누르면 에어 커멘드가 실행되어 다음 5가지 S펜 기능을 실행할 수 있다.

- 액션 메모 : 손글씨로 메모한 전화번호, 이메일, 주소 등을 인식하여 이를 캡처하여 바로 전화기능이나 지도검색 등으로 이용할 수 있다.

- 스크랩북 : 스크랩하고 싶은 부분을 S펜으로 마크하여 휴대전화에 저장할 수 있다.

- 스크린 화이트 : 캡처한 이미지 위에 S펜으로 메모를 하여 다른 사람과 공유를 하거나 저장할 수 있다.

- S 파인더 : S펜 파인더를 통해 인터넷, 앱, 사진, 손글씨, 심볼, 기능, 도움말을 통합검색할 수 있다.

- 펜 윈도우 : 본래의 위치에서 벗어나지 않고도 S펜으로 도형이나 선을 그리기만 하면 또 다른 앱을 동시에 실행할 수 있다.

- 펜 인풋 : S펜으로 쓴 필체를 캡처하여 메시지, S플래너, 알람 및 전화기능에서 키보드 없이도 사용할 수 있다.

- 이지 클립 : 원하는 부분만 S펜으로 캡처하여 저장할 수 있다.

- 이지 차트 : 이지 차트 기능을 통해 쉽게 차트를 그릴 수 있다.

- 핸드 라이팅 : S펜으로 쓴 글을 캡처하여 캡처 부분의 크기, 위치 등을 변형시킬 수 있다.

- 멀티 윈도우 : 화면을 두 개의 창으로 띄어 서로 다른 앱을 동시에 실행할 수 있고 한 창에서 캡처한 글씨, 사진, 동영상 등을 드래그하여 다른 창으로 붙여 넣을 수 있다.

- 마이 매거진 : 다양한 컨텐츠들을 주제별로 정리하여 한 눈에 모아 볼 수 있다.

### 안드로이드 4.4 킷캣
P600 모델은 2014년 4월 17일, P601 모델은 5월 중순, P605 모델은 2014년 6월 2일 4.4.2 킷캣으로 업그레이드 되었다.
- 네이쳐 UX 터치위즈 3.0 for 태블릿 적용

### 안드로이드 5.1 롤리팝
2015년 11월 5일, 스페인에서 P600 모델에 대한 안드로이드 5.1.1 롤리팝 업그레이드를 실시하였다.
그런데 현재 한국에서는 아직 발표가 없다.
(커스텀롬을 이용하여 P-600,601기종은 롤리팝으로 업그레이드 할 수 있다)

### 한컴 오피스
워드프로세서로 기본적으로 탑재되어있으며, 에디터등의 일부 기능은 삼성 앱스나 앱 내에서 무료로 다운로드 받을 수 있다.

## 화면
PLS 패널 TFT LCD인 슈퍼 클리어 LCD를 사용했으며, RG-BW 펜타일 매트릭스 방식의 픽셀구조로 구성되어있다.

## 변종

### 대한민국(SM-P605S/K/L)
SK텔레콤, KT, LG유플러스를 통해 출시된 모델로, LTE 어드밴스드를 지원한다.

## 같이 보기
- 삼성 갤럭시 기어
- 삼성 갤럭시 노트 3
- 삼성 갤럭시 탭 3
- 삼성 갤럭시 노트 프로 12.2
- 삼성 갤럭시 탭 프로
- 삼성 갤럭시 탭 S